# ジャン・ヴュアルネ
ジャン・ヴュアルネ（Jean Vuarnet 、1933年1月18日 - 2017年1月2日）は、チュニジア出身でフランス国籍のスキーヤー、実業家である。

## 経歴
1933年1月18日、チュニジアのチュニスで生まれた。1歳の時にフランスのモルジヌに移住した。
1950年、グルノーブルで法律を学びつつスキー競技を始めた。
1958年アルペンスキー世界選手権の滑降で銅メダルを獲得した。またこの年、3度フランススキーチャンピオンを獲得していたエディス・ボンリュー（Edith Bonlieu ）と結婚した。
スコーバレーオリンピックの男子滑降で金メダルを獲得した。この年ロシニョールのメタルスキーで競技を行い、メタルスキーを使用した選手で初のメジャータイトル優勝者となった。
1961年、フランススキー連盟（Fédération française de ski ）の副会長に就任、1972年まで務めた。並行してモルジヌでスキー場を経営しており、若き日の植村直己がそのスキー場をベースとし働きながら登山をしていた。
2017年1月2日、フランスのサランシュにて、脳卒中のために死去。83歳没。

## ヴュアルネブランド
1961年、ヴュアルネブランド最初のサングラスを発売した。
1984年ロサンゼルスオリンピックで「Vuarnet」は公式協賛企業となった。これにより一躍世界的に有名となった同メーカーのサングラスは世界全体で年間100万個以上の売り上げを記録している。
1988年、スキーウェアーに進出しヨーロッパでの販売を開始した。 
1990年、時計製造業に進出し世界中での販売を開始した。
1992年、セーリングやテニスに進出、フランス人プロテニスプレーヤーのギー・フォルジェ、アルノー・ブッチとのパートナーとなり、ATPツアーの大会でもオフィシャルタイムキーパーとなった。
1993年、1992年アルベールビルオリンピックのモーグル金メダリスト、エドガー・グロスピロンとスポンサー契約を結んだ。グロスピロンは1994年リレハンメルオリンピックのモーグルで銅メダルを獲得した。
1995年、国際ヨットレースであるアメリカスカップのオフィシャルパートナーとなった。
2003年、レキップで1年間を通したキャンペーンを展開、スポーツだけでなくファッションとしての知名度アップを図った。

## 家族
妻のエディス・ボンリューは1956年コルチナ・ダンペッツオオリンピックの女子滑降に出場したがフィニッシュできなかった。末の息子のパトリックと共にカルト教団の太陽寺院に参加、1995年12月22日に他の信者と共に集団自殺している。

## 著書
- 『新しいスキー術』（1958年、白水社）翻訳:近藤等 ASIN B000JATL6K
- 『スキーヴェーデルン』（1960年、白水社）翻訳:近藤等 ASIN B000JAO958